# Jhoanner Chávez
Jhoanner Stalin Chávez Quintero (ur. 25 kwietnia 2002 w Puerto Francisco de Orellana) – ekwadorski piłkarz występujący na pozycji lewego obrońcy, reprezentant Ekwadoru, od 2023 roku zawodnik Independiente del Valle.